# Nuestra Señora de la Preñada (Santiago de Compostela)
Nuestra Señora de la Preñada, también conocida como Virgen de la O y Virgen de la Cinta, es una obra realizada por el Maestro Pero hacia 1325. Está ubicada en el Museo Catedralicio de Santiago de Compostela, en La Coruña (Galicia, España).

## Historia

### Contexto
La festividad de la Expectación o Expectatio Partus fue introducida en el calendario en el X Concilio de Toledo el primer día de diciembre de 656, celebrándose «el día octavo antes de la Natividad del Señor» («adeo speciali constitutione sancitur ut ante octavum diem, quo natus est Dominus Genitricis quoque eius dies habeatur celeberrimus et praeclarus»), periodo conocido como «semana de preparación». El arzobispo de Toledo Cixila y el historiador y hagiógrafo Rodrigo de Cerrato atribuyeron a San Ildefonso la creación de esta fiesta en el propio concilio (De celebritate festivitatis Dominicae Matris), donde se instauró en la Iglesia de España la conmemoración de la Expectación del Parto de María o Virgen de la O, que posteriormente sería aprobada por el papa Gregorio XIII. Esta celebración, en virtud del mencionando decreto, estaba asentada también en otros puntos geográficos del orbe católico, posiblemente en iglesias orientales gracias a la expansión del culto mariano, el cual, según Bishop, fue introducido en tierras españolas a raíz de la difusión de los textos de San Efrén. Por su parte, el nombre de Nuestra Señora de la O, de uso extendido al igual que Virgen de la Expectación, Virgen de la Esperanza, Virgen del Parto o del Buen Parto, Virgen grávida, Nuestra Señora de la Preñada, etc., deriva de las siete antífonas marianas que anteceden a la interjección invocativa: «O Sapientia, O Adonai, O Radix Jesse, O Clavis David, O Oriens, O Rex Gentium, O Emmanuel, veni!». En lo que atañe a su representación iconográfica, la tipología queda definida por la mujer apocalíptica que debía dar a luz a un niño, si bien los diversos modelos conservados, tanto en pintura como en estatuaria, muestran esta condición de múltiples formas, algunas más explícitamente que otras.: 410–411 

### Origen
Actualmente se considera que la imagen de Nuestra Señora de la Preñada fue obsequiada a la catedral por la reina Isabel de Portugal con motivo de una peregrinación realizada en 1325 desde Coímbra hasta Santiago de Compostela, adonde llegó el 25 de julio, formando parte la talla de un conjunto de ofrendas, entre las que se incluían una imagen de San Gabriel con el fin de que la talla mariana formase junto con él una escena de la Anunciación, una vajilla del rey Dionisio I, la mula empleada durante parte del trayecto (concretamente hasta Milladoiro, tras lo cual el peregrinaje continuó a pie), varios tapices con las armas de Aragón y Portugal, y la corona que solía usar la monarca, esta última la de mayor relevancia puesto que la misma constituía el símbolo de la realeza medieval. Con el fin de agradecer estos presentes, el arzobispo Berenguel de Landoria regaló a la reina el bordón y la escarapela que la identificaban como peregrina jacobea, elementos que acabarían formando parte de su ajuar funerario. En consonancia con lo anterior, se cree que tanto Nuestra Señora de la Preñada como San Gabriel fueron tallados por el Maestro Pero, escultor de gran fama muy activo en Portugal a mediados del siglo xiv; esta tesis quedaría reforzada por el notable parecido entre la talla mariana y otras imágenes de la Virgen encinta facturadas por Pero, como la Virgen de la O del Museo Nacional de Machado de Castro, la Virgen del Parto del Museo Nacional de Arte Antiguo, la Virgen de la O de la Iglesia de Santa María de Alcáçova, y la Virgen de la Expectación del Museo Catedralicio Diocesano de Tuy, esta última atribuida a su taller. Este origen monárquico, planteado por Pedro Dias en 1995 y apoyado desde entonces por diversos autores, se contrapone sin embargo a la opinión de varios historiadores, como Carmen Manso Porto, quien fecha el conjunto en el periodo 1330-1340, época en que el Maestro Pero trabajó en Coímbra; José Carlos Valle Pérez, quien lo sitúa en la segunda mitad del siglo xiv; Manuel Núñez Rodríguez, quien lo encuadra en los primeros años del siglo xv del mismo modo que Antonio López Ferreiro y basándose en las relaciones entre Galicia y Portugal en tiempos del arzobispo Lope de Mendoza; y Ramón Yzquierdo Perrín y Alejandro Barral Iglesias, quienes lo sitúan en la segunda mitad o a finales del siglo xv. Cabe destacar que Núñez vincula ambas imágenes con los grupos conservados en Lamego, Tarouca y Vila de Costelo, mientras que de acuerdo con Dias, el maestro debió trasladarse en algún momento a Aragón o Cataluña, ejecutando él o alguien de su taller (a quien atribuye la Virgen del Hospital de la Misericordia de Lamego) diversas obras para las iglesias de Montemor-o-Velho, Podentes, Lamego, Tarouca, Samora Correia y Guimarães.: 458–459 

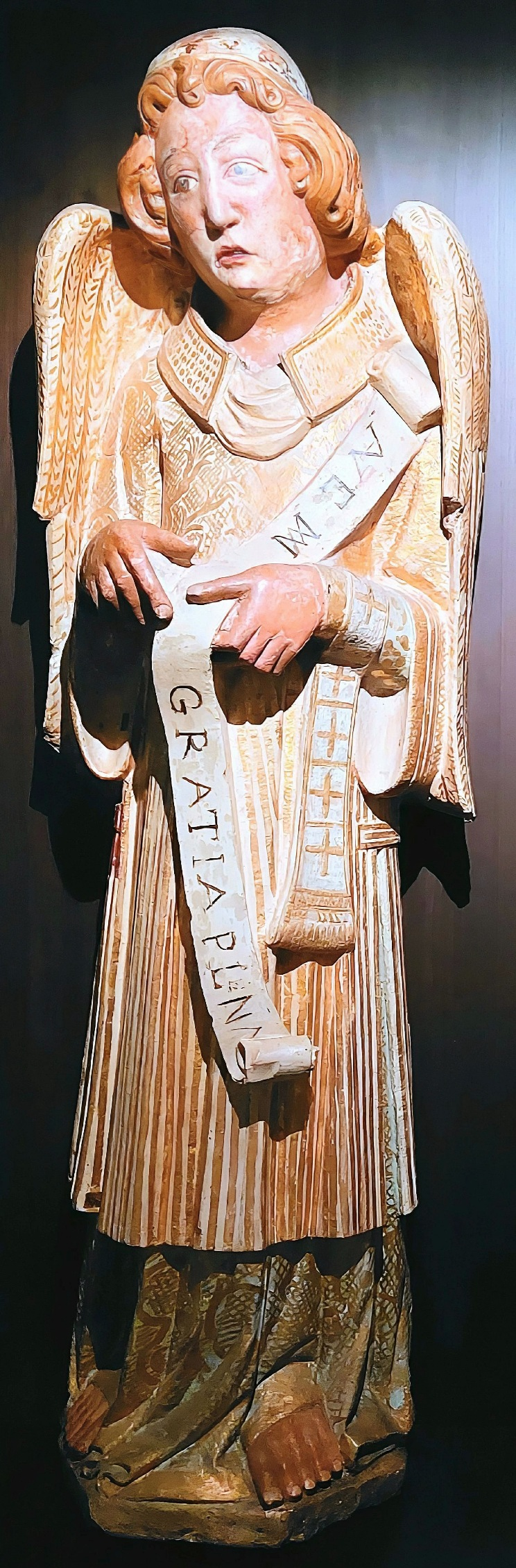
San Gabriel (c. 1325), por el Maestro Pero. Museo Catedralicio de Santiago de Compostela.

En Coímbra destaca la presencia de rocas de comienzos de la era mesozoica, como marga, yeso (Triásico), caliza (Jurásico), etc., todas ellas oriundas de los alfoces de Ançã y Portunhos y muy utilizadas en los talleres de escultura locales, resaltando en este aspecto el Maestro Pero, identificado por Virgilio Correia con el Maestro de las Vírgenes Grávidas. Teniendo en cuenta que los asentamientos de piedra caliza, material del que está hecha la imagen de Nuestra Señora de la Preñada, se reducen en Galicia a delgadas bandas submeridionales ubicadas en las áreas orientales de las provincias de Lugo y Orense, se considera que la talla tuvo que ser importada de Portugal, concretamente de Coímbra o de algún entallador o taller influido por la estatuaria conimbricense. Cabe destacar que fueron numerosos los retablos, imágenes y sepulcros exportados desde Coímbra por encargo de monarcas y magnates a múltiples lugares, como Lisboa, Santarém, Lamego, Braga y Évora; según Aarão de Lacerda, «para lejos y para cerca se trabajaba infatigablemente en Coímbra. Un taller que servía a lo mejor de la gente de linaje y altos dignatarios eclesiásticos», mientras que Rocha Brito pone énfasis en este punto al hablar de «Vírgenes pesadas esculpidas por docenas».: 414 
Todo lo anterior sitúa inequívocamente la factura de la talla en Portugal, aunque plantea la duda de cómo terminó en tierras gallegas. En el periodo 1400-1445 la diócesis de Santiago de Compostela se encontraba al mando de Lope de Mendoza, quien en 1428 acompañó hasta Lisboa a la infanta Leonor para su boda con el futuro Eduardo I de Portugal. Por otro lado, entre las rentas y votos que la iglesia compostelana poseía en tierras lusas en ese entonces se encontraban, además de los votos pagados al obispado de Oporto, los votos de Entre Duero y Miño, arrendados al obispo de Coímbra; los de Ribadecoa, arrendados a Juan Alfonso, canónigo de Coímbra; los de Arouca, Pavea, etc. Estos datos apuntan a una estrecha relación entre el cabildo compostelano y Portugal pese a que las rentas y votos en terreno luso se hallaban congelados a raíz de la extensión del Cisma de Occidente; el mediador entre ambos agentes sería el propio rey Eduardo de acuerdo con una carta fechada el 13 de julio de 1438 y redactada en la villa de Avis, en la cual el monarca ordena la devolución de la totalidad de bienes retenidos por Alfonso I de Braganza, entre los que se podría haber encontrado la imagen, que sin embargo pudo haber llegado a Compostela gracias a Pedro de Portugal, uno de los más ilustres peregrinos del momento.: 414–415 
Una de las más firmes defensoras de la teoría esgrimida por Dias es la historiadora portuguesa Virginia da Silva, quien no solo considera que la talla fue regalada por la reina Isabel sino que sostiene que la imagen constituye un retrato de la monarca, afirmando que se trata «de la única estatua de cuerpo entero conocida hasta hoy y, muy probablemente, en el mundo». Con el fin de sustentar esta tesis, da Silva afirmó en diciembre de 2013, en el programa de radio Historias de Portugal del canal Antena 2, que la talla posee la misma altura que el sepulcro de la reina, obra de Pero en 1330, además de guardar un gran parecido con la efigie funeraria que lo adorna en lo que atañe a los rasgos; esta hipótesis se refuerza por el hecho de que cuando la sepultura fue abierta en el siglo xvi, en el acta levantada para registrar el acontecimiento se hizo constar que la efigie se correspondía con el cadáver momificado custodiado en su interior, siendo el parecido entre Nuestra Señora de la Preñada y la monarca tan elevado que incluso en ambas figuras se puede apreciar el mismo defecto en uno de los ojos. Según da Silva, la reina se hizo retratar cuando se hallaba en un avanzado estado de gestación, lo que sin embargo plantea un problema en lo relativo a la autoría de la pieza, pues Isabel estuvo embarazada con seguridad en dos ocasiones: de su hija Constanza (nacida en 1290) y de su hijo y heredero al trono Alfonso IV (nacido en 1291). Esta circunstancia obligaría a datar la imagen en una fecha mucho más temprana, en torno a 40 años antes de la labra del sepulcro de la reina, la primera obra del maestro que con certeza se conoce en Portugal, aparte de que su estilo la sitúa a partir del siglo xiv, mientras que en el supuesto de que la monarca hubiese quedado encinta para 1325, dicho embarazo tuvo necesariamente que concluir en un aborto puesto que la reina no tuvo más descendencia, aunque esta hipótesis se considera muy poco probable puesto que para ese entonces la monarca contaba con más de 50 años, edad bastante tardía para un embarazo además de algo inusual en aquella época, de lo que debería haber quedado constancia en las crónicas del momento, las cuales no mencionan nada al respecto.

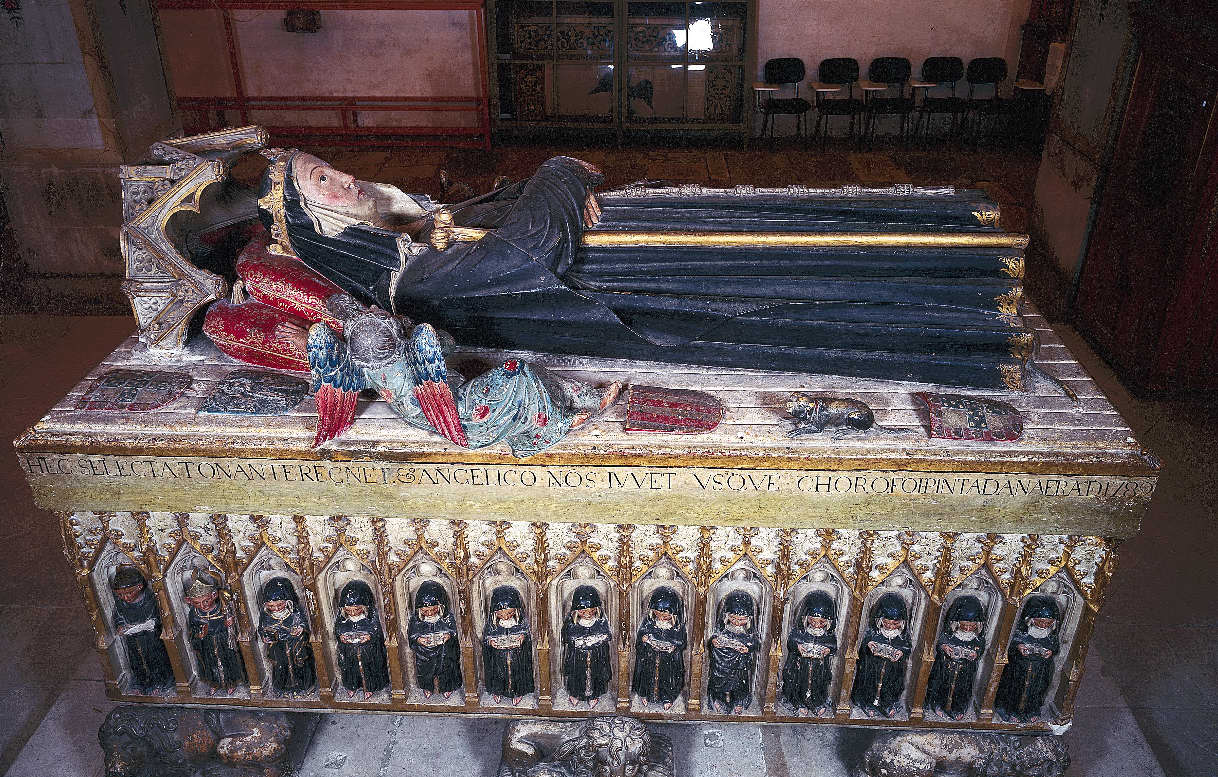
Sepulcro de Isabel de Portugal (1330), por el Maestro Pero. Monasterio de Santa Clara-a-Nova.

Siguiendo con la estela planteada por da Silva, Marta Cendón Fernández sugiere que la imagen de Nuestra Señora de la Preñada podría ser no un retrato al natural sino una obra creada mediante el empleo de una mascarilla funeraria, práctica no obstante muy posterior a la fecha en que comúnmente se sitúa la pieza, argumentando por otro lado que el retrato escultórico funerario era ajeno al occidente peninsular y que las efigies fúnebres podrían no constituir la reproducción fiel de unos rasgos concretos sino un mismo modelo ejecutado por los talleres el cual variaba en mayor o menor medida en función de la persona retratada, aunque manteniendo el mismo esquema compositivo. Sumado a esto, Carla Varela apunta que las facciones de la efigie funeraria de la reina, muy similares a las de la efigie de Blanca de Anjou, se caracterizan por un rostro ovalado, barbilla delicada, párpados y cejas ligeramente salientes y boca pequeña de labios finos y cerrada sin esbozar expresión alguna, todo lo cual responde a una tipología femenina idealizada y, por tanto, alejada de un retrato fiel. Independientemente de si la obra constituye o no una reproducción del verdadero rostro de la reina, su afiliación al taller conimbricense del Maestro Pero está fuera de toda duda ya que son numerosos los detalles que lo vinculan al mismo, como el tipo de broche cuadrilobulado, la disposición de ambas manos o el tipo de velo, a lo que hay que añadir las similitudes que la imagen de San Gabriel guarda con el quehacer del taller, como la indumentaria litúrgica que viste, en la que destaca una dalmática, prenda propia de los diáconos. En consonancia con esta tesis, Manso Porto defiende la posibilidad de que un taller portugués formado con el maestro o estrechamente ligado a él se instalase en Compostela aproximadamente en el segundo tercio del siglo xiv, lo que ampliaría el catálogo de obras de influencia lusa en tierras compostelanas.: 458 

### Ubicación
La imagen de Nuestra Señora de la Preñada fue originalmente emplazada en el trascoro de la catedral, junto a los altares de San Jorge, Nuestra Señora de la Soledad y Santa María dos Ferros; frente a ella se dispuso otro altar con la talla de San Gabriel, fundado por el clérigo Pedro Martínez de Mar en 1491, lo que llevó a varios autores a datar ambas imágenes en el siglo xv. Se desconoce la fecha en que Nuestra Señora de la Preñada fue instalada en este emplazamiento, aunque sí consta que se hallaba ubicaba en los machones inmediatos al respaldo del coro,: 89  concretamente en la primera columna inmediata a la reja del lado del evangelio en la nave de la Soledad, cobijada en un retablo fijado al pilar. Dicho retablo fue facturado por Domingo Rodríguez de Pazos en 1703 y policromado por Francisco Sánchez tal y como consta en las cuentas de la fábrica de la catedral, en las que figura un pago de 1000 reales por este concepto en 1705, cantidad que Sánchez, según José Couselo Bouzas, «había perdido en la obra del dorado». El retablo fue sufragado con 200 doblones enviados en 1702 por el caballero de Santiago José de la Puente y su encargo fue realizado por el canónigo Juan Martín Casado, quien por su factura pagó 9000 reales; el contratista se comprometió a poner toda la madera de castaño o nogal y a elaborar la pieza en conformidad con la traza establecida, figurando en el contrato que el retablo debía estar colocado en su lugar para el 5 de agosto de 1703 (la estructura guardaba una estrecha relación con San Gabriel ya que en la sección inferior se hallaba un relieve alusivo al sueño de San José, hoy conservado en el Museo Catedralicio).: 586, 606 : 104 : 74 : 335  Por otro lado, en la Quintana había, entre otras, una capilla dedicada a la Virgen de la O la cual fue fundada por Pedro Balanguiño con renta suficiente para un capellán y el cumplimiento de cierto número de misas. El arzobispo Juan de Sanclemente terminaría ordenando su derribo por hallarse en estado ruinoso, señalando al capellán el altar de Nuestra Señora de la Preñada; una vez derribada la capilla, la Cofradía de la Virgen de la O, integrada por sastres, se trasladaría a la cercana iglesia del Monasterio de San Pelayo de Antealtares.: 154–155 

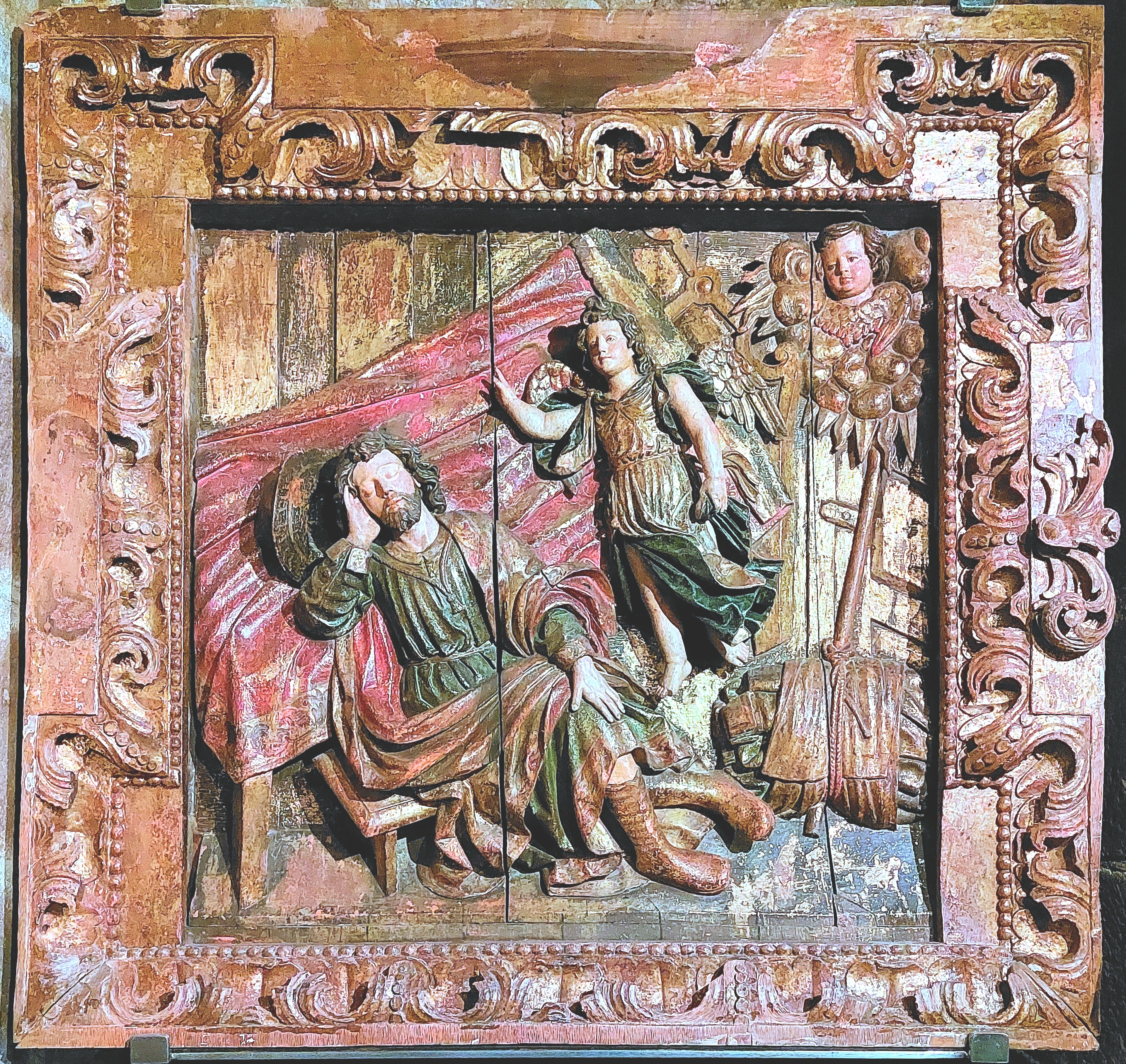
Sueño de San José (anónimo, siglo). Museo Catedralicio de Santiago de Compostela.

En 1849, coincidiendo con el proceso desamortizador y la expansión de las ideas de la Ilustración, la imagen de Nuestra Señora de la Preñada fue retirada del trascoro junto con su retablo y conducida, al igual que la talla de San Gabriel, a un lugar menos visible debido a que para entonces se empezaron a considerar impúdicas las representaciones de la Virgen encinta, siendo muchas de ellas sometidas al abandono o la destrucción entre los siglos xviii y xix;: 409  el lugar elegido para su nuevo emplazamiento fue la Capilla de Sancti Spiritus, ubicada junto a la Corticela. Dotada la capilla con doce capellanes, los mismos tenían la obligación de entonar la «Salve» todos los días por la tarde delante del altar de Nuestra Señora de la Preñada cuando aún se encontraba en la nave de la Soledad conforme a las constituciones y ordenanzas de la Cofradía de la Salve Regina, para cuyo fin el cabildo les otorgó el 24 de septiembre de 1526 la suma de 100 000 maravedís pares de blancas ante el notario Alonso Rodríguez de Saavedra.: 154  La talla fue objeto de diversos honores durante el tiempo que recibió culto en la nave de la Soledad, siendo uno de los más destacados la ceremonia llevada a cabo el 18 de diciembre de 1617, día en que el cabildo dispuso un sitial frente a la imagen para el gobernador del reino Rodrigo Pacheco y Osorio, marqués de Cerralbo,: 48  aparte de que el espacio entre el Pórtico de la Gloria y el coro recibía el nombre de nave de la Preñada. Sumado a lo anterior, tanto su altar como el de San Jorge fungieron como lugares predilectos para dar la comunión a quienes acudían a ganar el jubileo, mientras que los sábados y días de fiesta en honor a la Virgen y Santiago se cantaba la «Salve» de forma solemne, contando la ceremonia con la presencia de niños cantores (procedentes del colegio de niños pobres y huérfanos, a cargo de la Cofradía de la Virgen de la O) además de los capellanes de Sancti Spiritus.: 409–410 
Hay evidencia documental de que en la catedral se celebraba antiguamente la fiesta de la Expectación o de Nuestra Señora de la O, en la cual, según José Ignacio González Montañés, es posible que se llevase a cabo una representación teatral en la que se utilizaba el argadillo que en la celebración de la Epifanía desplazaba la estrella de Belén y que en el caso de la fiesta de la Encarnación haría descender una paloma desde las tribunas hacia la imagen de Nuestra Señora de la Preñada mientras se entonaba el «Nuntium vobis» en honor al nacimiento de Jesús, pues este tipo de escenificaciones figuran en el Ludus Danielis francés del siglo xiii y en Jeu des trois Rois de Neuchâtel (la hipótesis de González Montañés quedaría probada gracias a la multa de 300 reales impuesta en 1563 al cardenal García Díaz de Mesía por no haber echado el argadillo de Reyes «hauiendole hechado el argadillo y ymno la víspera de nuestra Señora de la O, según que siempre se acostumbró hazer»). En lo que atañe a las donaciones, fueron múltiples los particulares que aportaron dinero para el mantenimiento del culto a Nuestra Señora de la Preñada, entre ellos el tesorero Lope Raposo, quien el 4 de noviembre de 1545 entregó 120 ducados para dotar la misa que se rezaba los sábados y días festivos en honor a la Virgen «delante de la imagen de Ntra. Señora la Preñada, que era en un pilar a las espaldas del coro», dejando el canónigo Luis de Soto el 29 de mayo de 1578 un juro de 10 200 maravedíes para que fuesen repartidos entre quince pobres el día posterior a la festividad de la Expectación, así como otros 23 000 para las once lámparas que ardían frente a su altar.: 410 

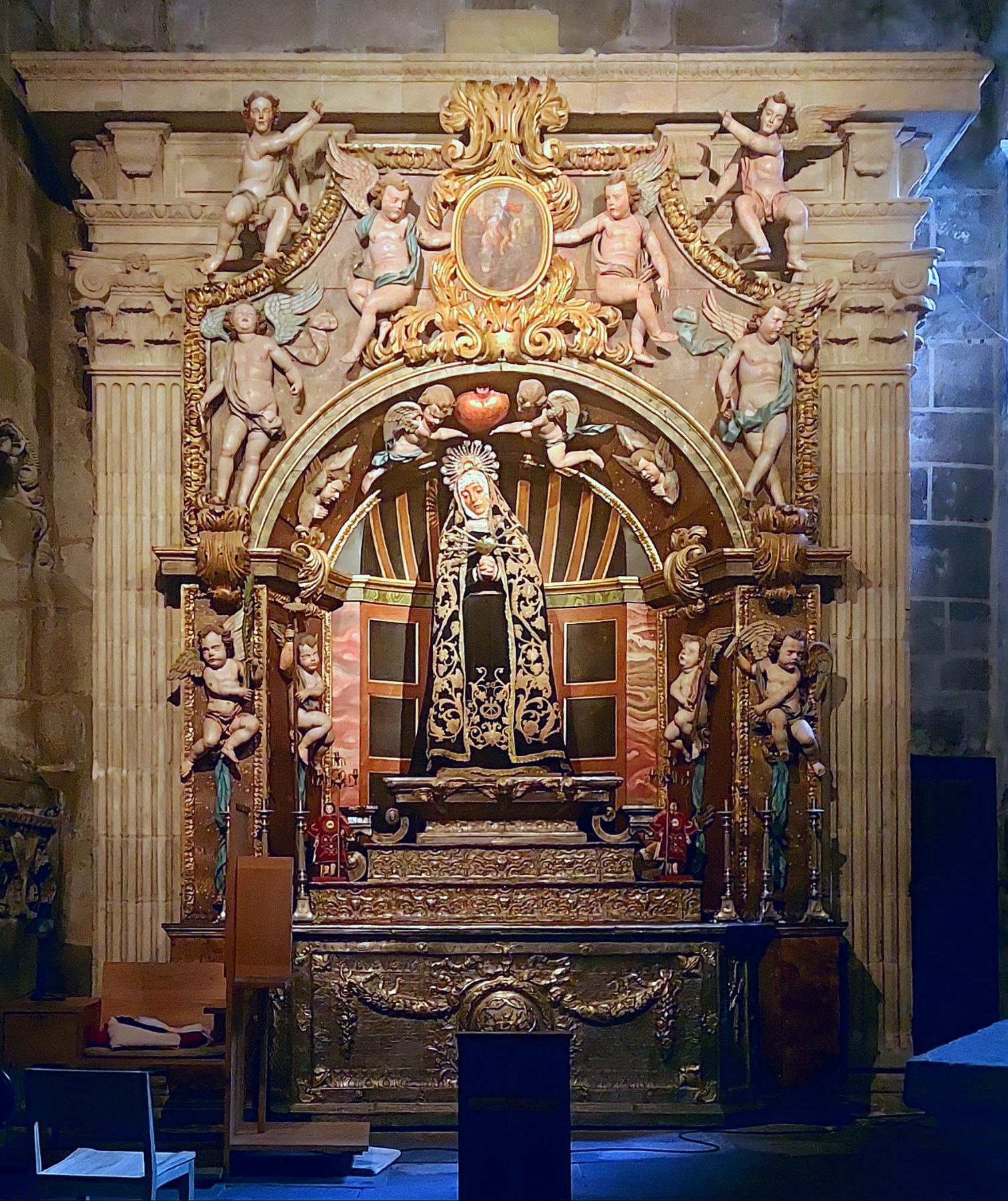
Retablo de la Soledad (1708), por Miguel de Romay y Antonio Afonsín. Catedral de Santiago de Compostela.

Pese a que el traslado de la talla se vio influenciado por el pensamiento de la época, esta maniobra estuvo motivada también por razones prácticas, pues con su retirada la nave mayor de la seo quedó completamente despejada, si bien este fin ya se había empezado a perseguir años antes con el levantamiento de los túmulos de piedra situados bajo el pavimento del trascoro.: 409  El retablo de Nuestra Señora de la Preñada no fue el único en ocupar la Capilla de Sancti Spiritus ya que la misma contaba con otros dos: el retablo del Salvador y el retablo de ánimas. El primero de ellos, de estilo neoclásico, fue elaborado en 1862 para dotar a la capilla de un altar adicional en el que los beneficiados pudiesen celebrar misa, mientras que el segundo, de corte churrigueresco al igual que el de Nuestra Señora de la Preñada y trasladado allí en 1776 desde su capilla, ubicada en la entrada al claustro, en un espacio que para finales del siglo XIX recibía el nombre de «cuarto de descanso»,: 154  respondía a un proyecto de Miguel de Romay realizado aproximadamente entre 1714 y 1716, siendo Francisco Sánchez quien lo pintaría en este último año por 5890 reales (la imagen principal de dicho retablo sería un Cristo crucificado obra de Juan Bautista Celma y Bernardino de Xorapán en 1570, hoy conservado en el Museo Catedralicio). Cabe destacar que la presencia de estos tres retablos en la Capilla de Sancti Spiritus supuso por otro lado la pérdida de un retablo anterior, facturado en 1695 por Meyranes Valladares y policromado por Juan Carballo, quien el 2 de febrero de ese mismo año «otorgó carta de pago de 3700 reales, a favor del arzobispo Monroy, por dorar el retablo mayor del Colegio de Sancti Spiritus, pintar el colateral de San Sebastián, las rexas de la capilla y los dos santos de dho. retablo».: 103  Los tres retablos, de los cuales el de Nuestra Señora de la Preñada fungía como retablo mayor,: 141  permanecerían en esta ubicación hasta 1946, año en que fueron reemplazados por el retablo de la Soledad, retirado junto con el coro, pieza facturada por Juan Dávila y Gregorio Español la cual fue desmontada y conducida al Monasterio de Santa María de Sobrado entre 1944 y 1945.: 104 : 49  La imagen de Nuestra Señora de la Preñada fue en consecuencia trasladada al Museo Catedralicio junto con otras piezas procedentes de la capilla, perdiéndose a su vez los tres retablos que por más de 60 años ocuparon este espacio catedralicio.

## Descripción
La imagen, de aproximadamente 160 cm de alto, evoca a la mujer apocalíptica que tenía como misión dar a luz a un niño para la salvación del mundo, si bien este detalle, comúnmente representado con un disco solar en el vientre y la figura embrionaria del infante en su interior, no aparece plasmado más allá de un vientre abultado; es posible que la piedad de los fieles no fuese tan exigente como para resultar necesaria una representación más explícita, limitándose la talla a exhibir un discreto aunque muy realista estado de gravidez; la naturalidad con la que se muestra la gestación armoniza a la vez con la línea en S tan apreciada por las damas de alcurnia, aspecto muy presente en la escultura gótica. De acuerdo con Oliveira Marques, las Vírgenes de la O portuguesas de corte gótico (fechadas entre la segunda mitad del siglo xiv y principios del siglo xv) figuran con los vientres redondeados en un gesto paralelo a la costumbre de las damas de la época de acentuar esta parte de su anatomía mediante el relleno de la misma con algodón, todo ello con el fin de exagerar su fisionomía, la cual acentuaban todavía más posando una de sus manos sobre el abdomen, dando así la impresión de estar embarazadas, una condición entonces deseable para cualquier mujer importante, cuya función principal tanto a nivel familiar como social era la de proporcionar descendencia. En consonancia con esta práctica, la Virgen muestra un vientre notablemente abultado sobre el que posa su mano izquierda para hacer aún más evidente su estado de buena esperanza.: 413 
La indumentaria de la imagen, plagada de angulosos pliegues, se compone de una túnica que marca la línea pecho-cintura-vientre, mientras que el escote, de corte redondo, deja a la vista gran parte de los senos y el cuello al completo, detalle un tanto atrevido que de acuerdo con la vestimenta de la época debió suscitar alguna que otra crítica. La túnica se complementa con un manto que enmarca el rostro, el cual exhibe un semblante turbado y perplejo producto del mensaje de San Gabriel relativo al misterio de la Encarnación, recogido en el Evangelio de Lucas: «Concebirás en tu seno y parirás un hijo». La respuesta de María queda implícita gracias al gesto que realiza con la mano derecha: «¿Cómo será esto?, porque yo no conozco barón». El resultado final de este diálogo queda patente en la pose de la mano izquierda, que al entrar en contacto con el vientre deja clara la consumación de la concepción del hijo de Dios.: 413  En lo tocante a la policromía, fechada en el siglo xvi, la túnica muestra un tono rojizo que contrasta con el azul celeste del manto; en el escote y las mangas sobresale un estampado de lunares que armoniza con las filigranas doradas del manto a la vez que permite resaltar el voluminoso broche cuadrilobulado que cierra el escote, destacando por su parte unos borceguíes negros apuntados y un abundante cabello castaño claro que cae delicadamente sobre los hombros en suaves ondas.
En esta imagen se pueden apreciar todos los rasgos característicos de las Vírgenes encintas de la escuela conimbricense: asimetría de los brazos (generalmente en las tallas portuguesas es la mano derecha la que reposa sobre el vientre y la izquierda la que figura alzada), una leve inclinación de cabeza, y una postura sinuosa gracias a la ligera flexión de una pierna mientras la otra soporta el peso del cuerpo, permitiendo así que esta última actúe como eje axial al tiempo que potencia el volumen sin implicar un pronunciamiento de la cadera. No obstante, el torso no hace gala de una marcada verticalidad sino que muestra una leve torsión, detalle que sin embargo no supone una ruptura con la ley de frontalidad, constatada por la rigidez del cuello, lo que refuerza la plasticidad de la imagen. El rostro es por su parte redondeado y totalmente inexpresivo, haciendo gala de un mentón prominente, una nariz alargada y una boca diminuta, rasgos que constituyen una reminiscencia de la estética de las tallas marianas conservadas en el Museo de Lamego, desatacando en este aspecto el broche cuadrilobulado que une los dos extremos del manto y que se erige como un distintivo propio de las obras del Maestro Pero.: 413–414      
La imagen de San Gabriel que acompaña a la Virgen sirve para que junto con ella la talla de Nuestra Señora de la Preñada pueda configurar una escena de la Anunciación ya que desde antiguo el 18 de diciembre se celebraba no solo el misterio de la gestación virginal sino también la Anunciación, tal y como quedó constatado en el X Concilio de Toledo. Por otro lado, el texto de la misa de dicha festividad, atribuido a San Ildefonso, hace hincapié, además de en la perpetua virginidad de María y la Encarnación del Verbo, en el mensaje de San Gabriel, con lo que la dignidad de la madre de Jesús queda ensalzada. El arcángel, con las alas extendidas aunque no desplegadas, porta una filacteria con la salutación (AVE M[ARIA] GRATIA PLENA); su tipología muestra cierto parecido con la imagen de San Gabriel de la Iglesia de Santa María del Azogue de Betanzos y, sobre todo, con la talla homónima del grupo conservado en el Monasterio de San Juan de Tarouca, ya que ambas lucen idéntica dalmática y la misma gracia andrógena de rostros ovales tan presente en la estatuaria conimbricense. No obstante, se percibe una fuerte dialectalización en la talla compostelana, pues la figura portuguesa exhibe mayor grado de elasticidad mientras que la compostelana posee un rostro más sumariamente trabajado a la par que un cabello menos elaborado, coronándose con un pequeño bonete redondo que se ajusta al occipucio, pese a lo cual ambas guardan una importante relación iconográfica y estilística.: 413    

## Legado
La imagen de Nuestra Señora de la Preñada se erige como una de las representaciones marianas más importantes de Compostela por su antigüedad así como por su origen portugués y, al parecer, monárquico, pues el hecho de ser supuestamente una ofrenda de la reina Isabel incrementa en gran medida su valor histórico. Su importancia queda remarcada, además, por ser la única imagen de la Virgen embarazada que se conserva en la capital gallega junto con la Virgen de la O de la Iglesia de Santa María Salomé y la Virgen de la O del Monasterio de San Pelayo de Antealtares.

## Galería de imágenes

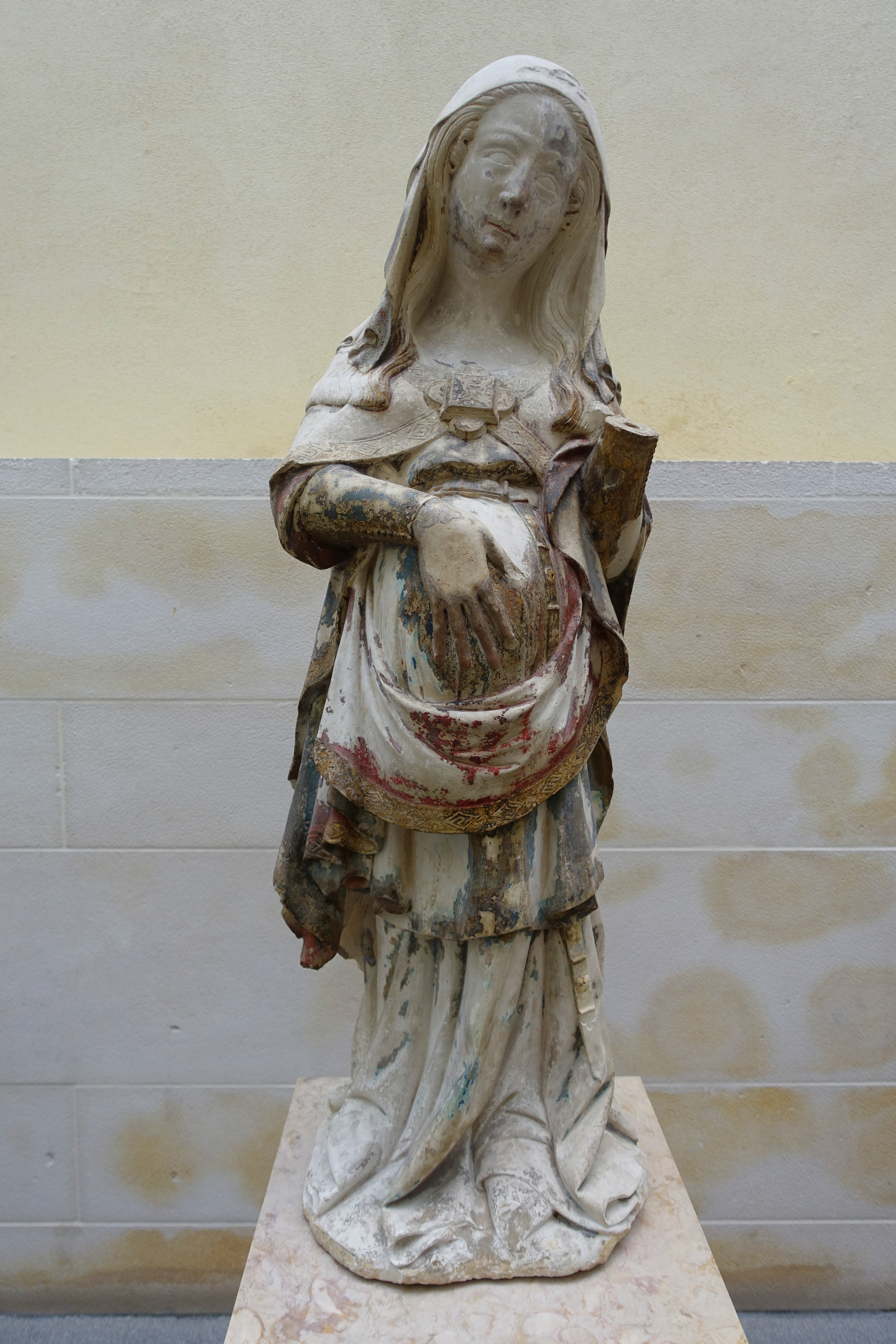
Vigen de la O (siglo xiv), por el Maestro Pero. Museo Nacional de Machado de Castro.
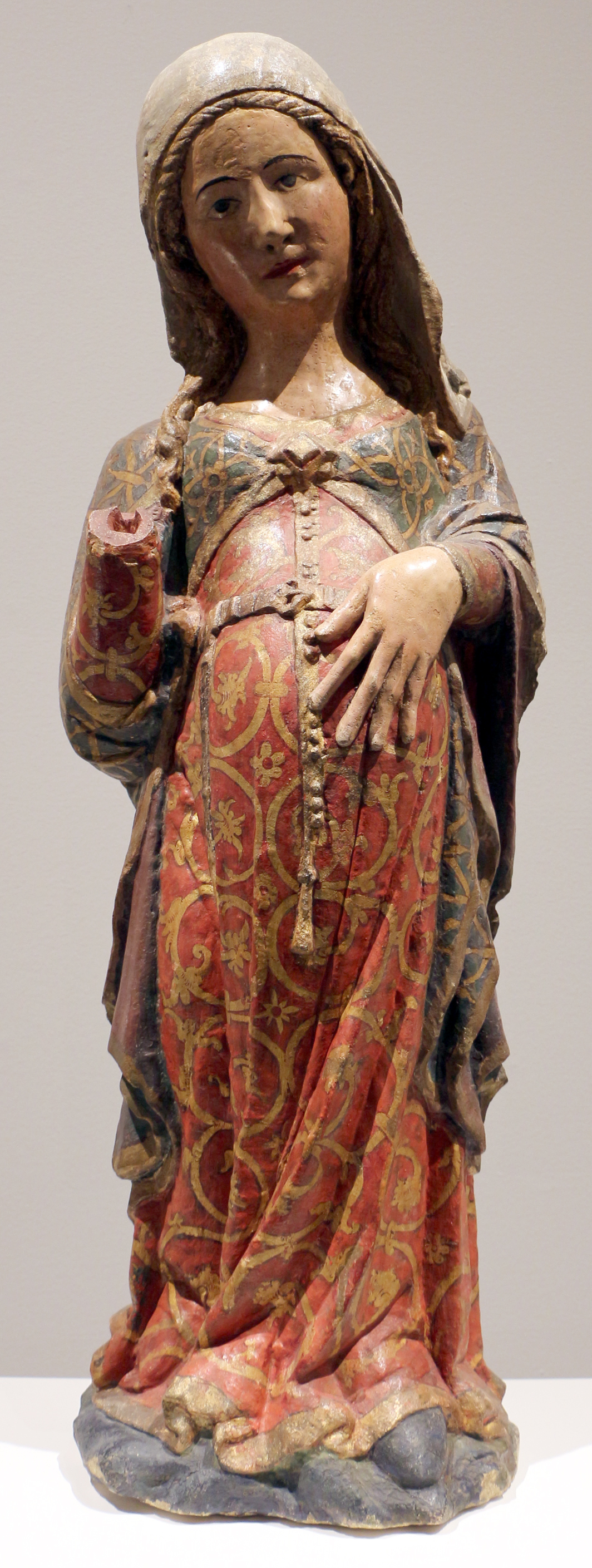
Virgen del Parto (siglo xiv), por el Maestro Pero. Museo Nacional de Arte Antiguo.
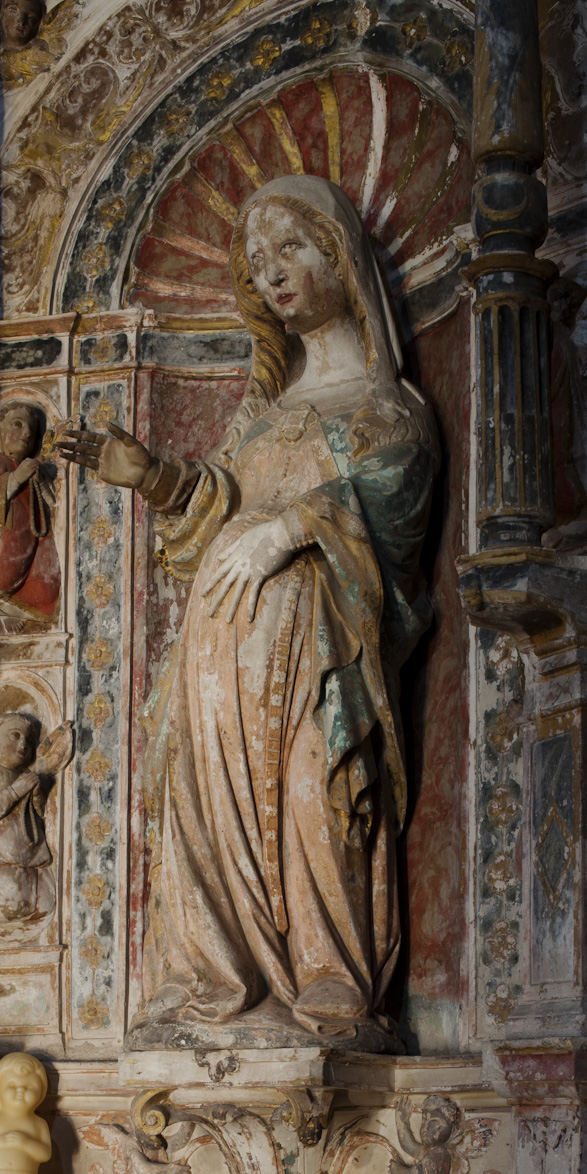
Virgen de la O (siglo xiv), por el Maestro Pero. Iglesia de Santa María de Alcáçova.
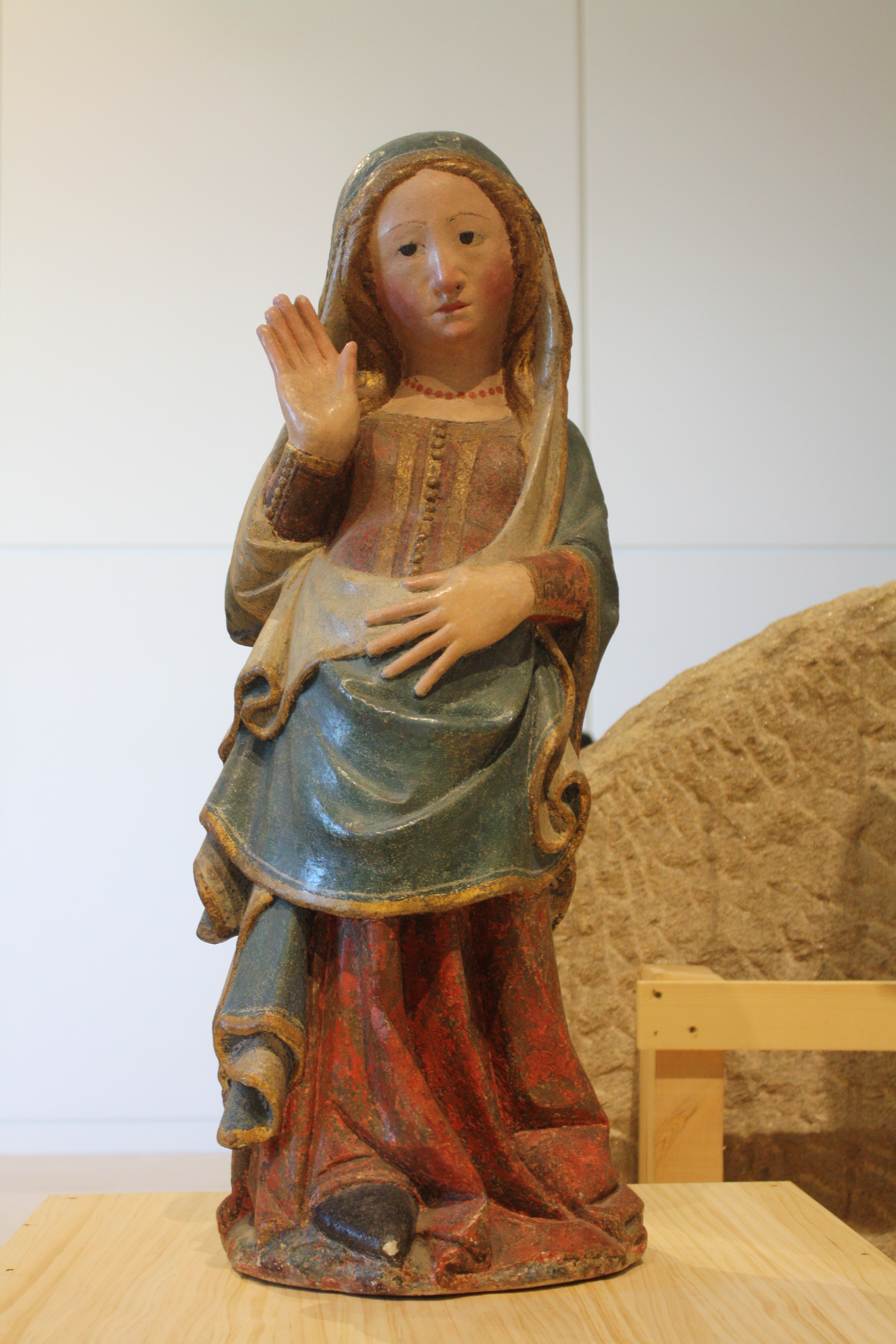
Virgen de la Expectación (siglo xiv), por el taller del Maestro Pero. Museo Catedralicio Diocesano de Tuy.